# Pak Chol-Min
Pak Chol-Min, född den 21 september 1982, är en nordkoreansk judoutövare.
Han tog OS-brons i herrarnas halv lättvikt i samband med de olympiska judotävlingarna 2008 i Peking.